# Dahlinghausen
Dahlinghausen ist einer der 17 Ortsteile der Gemeinde Bad Essen im Landkreis Osnabrück in Niedersachsen mit etwa 510 Einwohnern.

## Geographie
Dahlinghausen liegt an der B 65 etwa sechs Kilometer östlich von Bad Essen und zwei Kilometer nordwestlich von Preußisch Oldendorf direkt an der Landesgrenze zu Nordrhein-Westfalen.

## Geschichte
Am 1. Dezember 1910 hatte der Ort 341 Einwohner. Am 1. Juli 1972 wurde die bis dahin als Teil des Landkreises Wittlage selbstständige Gemeinde im Zuge der Gebietsreform in die neue Gemeinde Bad Essen eingegliedert.

## Wirtschaft und Infrastruktur
Im Ort befindet sich der Unternehmenssitz der Firma Kesseböhmer.

## Söhne und Töchter des Ortes
- Carl Bertling (1835–1918), Historien-, Porträt- und Genremaler sowie Illustrator